# クロエ・ヴェヴリエ
クロエ・ヴェヴリエ（Chloe Vevrier, 1968年9月18日 - ）は、旧東独・東ベルリン出身のアダルトモデル、ポルノ女優。日本語では「クロエ・ベブリエ」や「クローエ・ベブリエ」など表記の揺れが存在する。本名アンドレア・イレーナ・フィシャー。

## 生い立ち
1968年9月18日、フランス系とチェコスロバキア系の両親のもと、東ベルリンに生まれる。ポルノグラフィーを禁止する社会主義の体制下で育った。1980年代後半、東ベルリンの非合法ランジェリーショーでモデルとしてのキャリアを開始。ほどなくして非合法クラブのストリッパー兼モデルとなる。ベルリンの壁崩壊後、ロンドンに拠点を移しモデル活動を行う。

## 経歴
1990年、ドイツの雑誌Sternに登場。
1991年、日本のアダルト雑誌『BACHELOR』に登場（本名のイレーナ・フィシャー名義）。
この頃はアンドレア・イレーナ・フィッシャー(Andrea Irena Fischer)などの名義で活動していた。
1992年、Chloe Vevrierの芸名使用開始。写真家のジョン・グラハム(John Graham）のもとモデル活動を行う。BACHELORのビデオ撮影のために来日。
1993年、雑誌ScoreとD-Cupの表紙を飾る。
1994年、雑誌Gent Holidayの表紙を飾る。
1995年、雑誌Fox, Score, Gem等の表紙を飾る。
1996年、雑誌Voluptuous, Foxの表紙を飾る。
1997年、雑誌Gent, Score等の表紙を飾る。
1998年、雑誌Juggs, Scoreの表紙を飾る。
1999年、Scoreの表紙を飾る。
2001年、Scoreの表紙を飾る。
2003年、公式サイトChloeVevrier.comを開設。Juggsの表紙を飾る。
2004年、Juggsの表紙を飾る。
2010年、『BACHELOR』に再び登場。
2011年、BACHELORに登場。3月21日、アダルトサイト｢東京トップレス」に、東日本大震災で被災したファンへの応援メッセージ（英語）を寄せる。9月17日、BACHELORの主催で｢クロエ・ベブリエ ファンミーティング｣なるイベントが開かれ、19年ぶりに来日。
2012年、BACHELORに登場。
2013年、BACHELORに登場。
2014年、BACHELORに登場。Voluptuousの表紙を飾る。
2015年、BACHELORに登場。
2016年、BACHELORに登場。
2017年、BACHELORに登場。
（彼女の写真は総計250以上の雑誌に掲載された。ここでは表紙を飾ったもの、日本語で出版されたものを中心に少し触れるにとどめた）

## 出演作品
特に断らない限りIMDbを出典とする。
- 1991年
  - Hirsute Lovers 3 (Video)
- 1992年
  - Hirsute Lovers 2 (Video)
  - Big Busty 49 (Video)
- 1993年
  - Introducing Chloe (Video）
  - Chloe on Location (Video）
  - Chloe in Japan (Video）
  - BACHELOR VIDEO MAGAZINE Vol.2(Video）※アンドレア・イレーナ・フィッシャー名義。ダイアプレスより発売
  - BACHELOR VIDEO MAGAZINE Vol.3(Video）※ダイアプレスより発売
- 1994年
  - The Chloe Story (Video)
  - Score Busty Covergirls Vol. 7: Honey Moons & Chloe Vevrier (Video)
  - On Location in the Bahamas (Video)
  - Girls Around the World 22: Crystal Topps and Friends (Video)
  - Boob Cruise '94 (Video)
  - バチェラービデオスペシャル アンドレア イレーナ フィッシャー ストーリー(Video) ※ダイアプレスより発売
- 1995年
  - Boob Cruise '95 (Video)
- 1996年
  - Tit to Tit 4 (Video)
  - On Location: Japan (Video)
  - Double D Dolls 6 (Video)
  - Busty Centerfolds 2 (Video)
  - Busty Bangkok Bangers (Video)
- 1997年
  - On Location in Fantasy Island (Video)
  - Chloe's Busty Conquests (Video)
  - Boob Cruise '97 (Video)
  - Ben Dover Does the Boob Cruise (Video)
- 1999年
  - Ultimate Chloe (Video)
- 2000年
  - Ultimate Encore (Video)
  - Bosom Buddies 2 (Video)
- 2001年
  - Bosom Buddies 3 (Video)
  - A Date with Seduction (Video)
- 2002年
  - Ultimate Susie Wilden (Video)
  - Bosom Buddies 5 (Video)
- 2004年
  - Natural Needs (Video)
- 2006年
  - Amorous Ambitions
- 2007年
  - Stash (Video)
- 2011年
  - Villa Vevrier

## 私生活とゴシップ
2002年、カメラマンのジェイソン・ロバート・セイフォート(Jason Robert Seifert)と結婚。

## その他
2004年7月4日、｢CHLOE VEVRIER｣の商標使用権をめぐって某企業より米国商標審判部(Trademark Trial and Appeal Board)に審判の申し立てをされる（事件番号91160119）。
最初の数年間は、ビデオに単体で出演していたが、その後女性と共演するようにもなった。Napali Studio（女性同士のキャットファイトや巨乳のビデオを多く製作）の作品にもBaroccaやDanni Asheなどの巨乳モデルと共演している。1990年代初頭にはハードコアビデオ「Bangkok Bangers｣および｢Hirsute Lovers 3」に出演したが、男女のセックスシーンには直接参加しなかった。その後、2本のハードコアビデオ「Ultimate Chloe｣(1999),「Ultimate Encore｣ (2000)に出演、その時に男性との絡みのシーンを撮ったことがある。その後再び単体または女性同士の撮影に戻る。